# Mario Placanica
Mario Placanica (Catanzaro, 13 agosto 1980) è un ex militare italiano, carabiniere ausiliario dal 2005 in congedo.
È noto per aver esploso il colpo di pistola che ha ucciso il manifestante Carlo Giuliani durante gli scontri scoppiati in occasione del G8 a Genova, nel luglio 2001, Placanica esplose un colpo dalla sua pistola di ordinanza in quanto Giuliani gli stava lanciando addosso un estintore. Per tale vicenda è stato indagato per omicidio e poi prosciolto per legittima difesa e uso legittimo delle armi.

## Il coinvolgimento nei fatti di Genova
Come carabiniere di leva, era in servizio a Genova in occasione del G8 nel luglio 2001.
Il 20 luglio il corteo delle Tute Bianche percorreva Via Tolemaide a seguito di regolare autorizzazione da parte della questura di Genova, quando venne caricato frontalmente da una compagnia di carabinieri del 3º Battaglione Lombardia. Ne scaturirono violenti scontri tra dimostranti e forze dell'ordine. Dopo circa un'ora di duro confronto il corteo venne attaccato lateralmente in Via Caffa da circa 70 carabinieri della compagnia "Echo" delle CCIR (Compagnie di Contenimento e Intervento Risolutivo). La carica fallì e un folto gruppo di manifestanti, come comprovato dalle fotografie agli atti, reagì e costrinse i militari a ritirarsi. Questi furono inseguiti da una quindicina di dimostranti per alcune decine di metri e si ricongiunsero con le altre forze dell'ordine presenti nella parte bassa di via Caffa e piazza Tommaseo, fermandosi all'altezza di piazza Alimonda.
A supporto dell'operazione vi erano due Land Rover Defender. Durante la ritirata uno dei due mezzi (su cui si trovava il tenente colonnello Giovanni Truglio, secondo responsabile massimo delle compagnie speciali CCIR, create appositamente per affrontare le operazioni di ordine pubblico a Genova) riuscì ad allontanarsi dal luogo degli scontri, mentre l'altro rimase imbottigliato tra un cassonetto e i manifestanti. A bordo del mezzo, adibito ad uso-ambulanza, erano presenti Filippo Cavataio (carabiniere in ferma lunga, ventitreenne), Mario Placanica (ausiliario di vent'anni) e Dario Raffone (ausiliario anch'egli di vent'anni).
Secondo disposizioni, Placanica sparava cercando di dare ai lacrimogeni una traiettoria a parabola, ma il maggiore Cappello, valutato come inefficace l'operato del carabiniere di leva e confiscatogli il lancia granate con il quale si lanciano i lacrimogeni, gli intimò di aprirgli i dispositivi che avrebbe poi sparato lui. Il gas fuoriuscito aprendoli, però, intossicò transitoriamente Placanica, che venne accompagnato in una via laterale per riprendersi. Durante il trasferimento assistette a scontri violenti e probabilmente anche per questo rigurgitò, motivo per cui fu fatto salire sulla camionetta per esser trasportato al vicino ospedale San Martino.

## L'assalto al Defender
Una quindicina di dimostranti, appartenente al gruppo più folto che si era scontrato con la carica dei carabinieri in Via Caffa, inseguì i militari in ritirata fino a piazza Alimonda. L'inseguimento si interruppe quando, lasciato indietro dall'intera compagnia seppur non isolato, uno dei due Defender che seguiva l'operazione di ordine pubblico venne fatto oggetto di attacchi da parte degli inseguitori. Il mezzo fu danneggiato a tergo e dal lato destro, con pietre, una palanchina di legno e un estintore rosso marca Sima di circa 6 kg di polvere estinguente quindi dal peso complessivo di circa 12 kg scarico e lanciato da notevole distanza riconosciuto in data 23.7.01 dalla titolare del distributore Q8 in via Tolemaide 13, Ernesta Neri. Dalle foto scattate in occasione dell'intervento dei carabinieri, durante la ritirata, sono visibili due estintori, uno portato a mano da un carabiniere, un altro a terra sull'asfalto. L'assalto fu accompagnato da urla quali "bastardi, vi ammazziamo", secondo quanto dichiarato al giudice da Massimiliano Monai uno degli indagati.
Luciano Salvati, abitante della zona affermerà che "vi era un gran frastuono, sulla camionetta arrivava di tutto, presumibilmente pietre, e vi era gente intorno che inveiva contro gli occupanti, sembrava un assalto organizzato nei confronti del mezzo che purtroppo era rimasto isolato dagli altri."
Dall'ordinanza del P.M. si riporta testualmente: "tale circostanza è confermata indirettamente anche da quanto riferito da James Matthews la sera stessa durante una riunione di cui agli atti vi è la registrazione del suo intervento. In tale circostanza il suddetto cerca, a suo dire, di dissuadere i manifestanti dalla aggressione: "io corsi davanti alle persone che lanciavano oggetti contro il furgone e dissi loro di smettere. Se la polizia (quelli sul furgone) volevano ritirarsi doveva esserle permesso. Era il motivo per il quale eravamo lì non per uccidere dei poliziotti."
La persona che aveva usato la palanchina (definita trave dai mezzi di comunicazione) dichiarerà al magistrato di aver visto il volto di un carabiniere, Raffone, di averne colpito la sagoma e di averlo poi visto accucciarsi." Placanica avrebbe cercato di proteggerlo, anche urlando "finitela, andatevene!".
A loro dire, i carabinieri Placanica e Raffone furono feriti in questa fase dagli assalitori e Placanica fu colpito al viso da pietre. Vi fu un tentativo di aprire le porte posteriori del mezzo e di tirare fuori i carabinieri.
L'estintore, lanciato contro il mezzo, rimbalzò contro la ruota di scorta. Successivamente Carlo Giuliani, con il viso coperto da un passamontagna, riprese da terra l'estintore e, probabilmente intenzionato a lanciarlo, lo sollevò in alto, dirigendosi con le braccia protese verso la parte posteriore del Defender sul quale si trovava Placanica, il quale aveva già estratto e armato la propria pistola prima ancora che l'estintore venisse sollevato dal dimostrante (causando l'allontanamento di alcuni degli assalitori) e, trovandosi a circa quattro metri di distanza da lui, esplose due proiettili, uno dei quali colpì Giuliani al viso, uccidendolo sul colpo. Il fatto fu documentato da una celebre foto di Dylan Martinez, fotografo della Reuters.
Il mezzo riuscì dopo pochi secondi a ripartire, sormontando per due volte Giuliani rimasto a terra colpito dal proiettile. L'identificazione del cadavere avvenne poco dopo, sebbene venne poi comunicata ai mezzi di comunicazione dopo alcune ore. I tre carabinieri riuscirono a mettersi in salvo raggiungendo i colleghi presenti a alcune decine di metri di distanza nella parte bassa di via Caffa.
Placanica, che tra i tre appariva ferito più seriamente, fu portato subito al pronto soccorso, per essere poi prelevato per testimoniare sui fatti e riportato al pronto soccorso, dove gli furono riscontrate lievi escoriazioni, con una prognosi di 7 giorni. Anche Dario Raffone fu portato al pronto soccorso, riportando una prognosi di 8 giorni.
Successivamente, il magistrato, data la gravità dei fatti, ordinò una consulenza medico-legale dei due carabinieri, che ebbe il seguente esito:
"Placanica Mario il 20/7/2001 a seguito di traumatismi contusivi vari riportò un trauma cranico con ferita lacero-contusa al vertice, una contusione semplice all’avambraccio destro, ed una forte contusione alla gamba destra con edema diffuso a tutta la gamba. La ferita lacero-contusa al vertice è del tutto compatibile con una pietrata. Le altre lesioni non hanno avuto caratteristiche tali da consentire un’identificazione precisa del mezzo contundente".
"Raffone Dario il 20/7/2001, a seguito di traumatismi contusivi vari riportò una contusione escoriata alla metà destra del viso, una contusione escoriata in sede scapolare destra, nonché contusioni varie agli arti superiori. La lesione al viso aveva caratteristiche tali da renderla compatibile con una pietrata, mentre quella in sede scapolare destra appare compatibile con un colpo di un corpo dotato di uno spigolo ad angolo retto quale, verosimilmente, una tavola. Le altre contusioni non presentavano caratteristiche tali da consentire ipotesi per precisare il mezzo contundente".

## Procedimenti giudiziari
Sull'assalto ai Carabinieri e sulla morte di Giuliani furono aperte inchieste giudiziarie.
Mario Placanica e Filippo Cavataio furono indagati per omicidio. Il 5 maggio 2003 il GIP Elena Daloiso, visto l'art. 409 c.p.p., ha prosciolto Cavataio escludendo «una sua responsabilità a qualunque titolo nella morte di Carlo Giuliani» e Placanica per uso legittimo delle armi, oltre che per legittima difesa come richiesto dal PM Silvio Franz. La richiesta di archiviazione si avvaleva di una consulenza tecnica della procura secondo la quale Placanica avrebbe sparato in aria ma il proiettile sarebbe rimbalzato su un sasso lanciato contro la camionetta e quindi reindirizzato verso Carlo Giuliani.
Le foto hanno consentito di identificare tre persone, Massimiliano Monai e Eurialo Predonziani di Genova, Luca Finotti di Pavia. Massimiliano Monai si presentò agli inquirenti e si appellò agli altri affinché si presentassero a testimoniare, ma il suo appello restò inascoltato. Eurialo Predonziani si presentò il 6 settembre, mentre il terzo, estraneo al gruppo, fu riconosciuto dalle foto dalla Digos di Pavia. I tre non diedero chiare spiegazioni sullo scopo dell'assalto ai carabinieri nel defender, descrivendo solo lo scenario di tensione causata dalle precedenti cariche delle forze dell'ordine che li avevano spinti in via Caffa, dove furono nuovamente caricati.

## Dopo i fatti di Genova

### La raccolta fondi promossa dal quotidianoLibero
Ammontava a 400 000 euro la somma che il quotidiano Libero, diretto allora da Vittorio Feltri, consegnò nel luglio 2002 a Mario Placanica. La cifra era il ricavato della sottoscrizione aperta dal giornale nel luglio precedente, "per sostenere le spese legali e mediche del giovane militare coinvolto, suo malgrado, nei gravi incidenti di Genova". Il direttore Vittorio Feltri ringrazierà la generosità dei lettori, e spiegherà la scelta di sostenere il carabiniere diventato simbolo non solo delle aggressioni fisiche, ma anche di una campagna di delegittimazione del lavoro delle forze dell'ordine.

### Incidente d'auto
Il 3 agosto 2003, durante un periodo di congedo per malattia, mentre viaggiava da solo su una Ford Focus, Placanica fu vittima di un grave incidente, nel quale perse il controllo della vettura e, accortosi del pericolo, si gettò fuori dall'abitacolo mentre l'auto finiva contro un albero, sulla statale 106, all'interno del comune di Belcastro, riportando la rottura di una clavicola, di alcune costole e la lesione di tre vertebre. Vittorio Colosimo, il legale di Placanica, affermò la sera dell'incidente: "La dinamica dell'incidente stradale in cui è rimasto coinvolto Mario Placanica non è chiara. A prima vista, l'episodio appare inspiegabile", e annunciò la nomina di un perito ipotizzando un sabotaggio. Placanica temeva che qualcuno potesse danneggiare la sua auto per provocargli un incidente. La decisione non venne poi messa in atto. L'inchiesta aperta dalla procura di Catanzaro verrà archiviata.

### Dimissione dall'Arma
Placanica si è dimesso dall'Arma dei Carabinieri nell'aprile 2005, perché valutato non idoneo al servizio, "per infermità dipendente da causa di servizio", e per tale ragione "reimpiegabile nei ruoli civili dello Stato". In disaccordo con la perizia, Placanica fece ricorso al TAR chiedendo una nuova perizia che lo dichiarò mentalmente sano.

### Processo ai manifestanti
Il 13 maggio 2005 l'avvocato Vittorio Colosimo ha annunciato la volontà di Placanica di presentarsi in aula per testimoniare sui fatti ("Mario Placanica risponderà a tutte le domande dei cento avvocati dei no global, del pubblico ministero e del presidente del tribunale. Dirà tutto quello che sa come ha fatto fin dall'inizio"). L'avvocato ha successivamente messo in dubbio il congedo di Placanica, dichiarato inidoneo al servizio militare, e annunciato che l'intenzione dello stesso di cercare un'altra occupazione all'interno dello Stato, volendo rendersi utile e non vivere della pensione di servizio ("Il mio assistito non è e non vuole essere un parassita, che va in pensione dopo nove mesi di servizio, e combatterà per ottenere un posto di lavoro dignitoso."). Inoltre l'avvocato ha denunciato minacce e accuse rivolte a lui stesso e a Placanica ("Questo giovane è stato definito 'nazista' e 'camicia bruna' e 'assassino' quando la jeep sulla quale si trovava in quel giorno non era in servizio di ordine pubblico ma era una sorta di ambulanza... Prima di entrare nell'Arma era iscritto alla Cgil così come il padre. Nemmeno il COCER gli ha manifestato vicinanza").
Il 26 settembre 2005, durante l'udienza del processo contro i No Global, Placanica si è avvalso della facoltà di non rispondere (concessagli, pur essendo chiamato come testimone e non come indagato, in quanto la sua posizione per la morte di Carlo Giuliani non era ancora stata archiviata in via definitiva). Si ipotizzò che la sua scelta, contraria a quanto annunciato, potesse essere motivata da una possibile candidatura per Alleanza Nazionale in relazione a un congresso della quale aveva assistito pochi giorni prima dell'udienza.
10 manifestanti furono riconosciuti colpevoli di devastazione e saccheggio, altri 13 per danneggiamento, 1 per lesioni. Il reato di resistenza è stato derubricato: la resistenza alla carica dei carabinieri, che darà il via agli scontri con gli appartenenti del corteo, è stata scriminata come reazione ad atto arbitrario e di conseguenza non è stata considerata costituire reato (in pratica la reazione alla carica dei carabinieri è stata considerata legittima, per i tre imputati). Riguardo alla carica iniziale e all'operato delle forze dell'ordine, le testimonianze di due ufficiali dei Carabinieri e due funzionari della Polizia (Antonio Bruno, Mario Mondelli, Paolo Faedda e Angelo Gaggiano) sono state trasmesse ai pubblici ministeri per valutare l'ipotesi di un'accusa per falsa testimonianza (avrebbero riportato nelle loro descrizioni fatti rivelatisi non veritieri per giustificare il loro operato).

### Candidature politiche
Nel 2006, in vista delle elezioni amministrative a Catanzaro, Placanica annuncia di volersi candidare alla carica di consigliere comunale con Alleanza Nazionale, di cui si era dichiarato sostenitore ed elettore, per poi candidarsi con la lista civica "Catanzaro con Sergio Abramo", a sostegno del candidato del centro-destra; ottiene però poche preferenze e non viene eletto.

### Interruzione della prescrizione
Nel giugno 2006, la senatrice Haidi Giuliani, madre di Carlo Giuliani, ha inviato una raccomandata a Mario Placanica per interrompere i termini di prescrizione della causa civile di risarcimento danni. Giuliani ha dichiarato di non essere interessata a rivalersi su Placanica, ma piuttosto all'istruzione di un processo penale "che faccia luce non solo su piazza Alimonda, su chi ha effettivamente sparato, ma anche sulle responsabilità politiche e sulla catena di comando".

### Placanica accusa i colleghi e si dichiara innocente
Nel novembre 2006, Placanica ha rilasciato una intervista al quotidiano Calabria Ora.
Nell'intervista Placanica ricostruisce il clima di tensione di quei giorni:
(Mario Placanica)
 sottolineando la pressione a cui fu sottoposto dai suoi superiori a seguito della morte di Carlo Giuliani e soffermandosi sull'evitabilità del fatto. Nel corso dell'intervista Placanica ha citato diversi episodi, stigmatizzando come, a suo dire, nessuno fosse intervenuto per disperdere i manifestanti nonostante fosse evidente che il mezzo dove era non riusciva a spostarsi e come la reazione dei colleghi alla morte di Giuliani fu di compiacimento 
(Mario Placanica)
Placanica in questa intervista sostiene anche di essersi ritrovato in "un ingranaggio più grande di lui" e che sul G8 non sarebbe stata detta tutta la verità, dando anche per vera l'ipotesi, già formulata da inchieste indipendenti, relativa al fatto che la testa di Giuliani sarebbe stata colpita con un sasso mentre questi giaceva a terra morto, nel periodo di tempo in cui le Forze dell'Ordine non facevano avvicinare giornalisti e manifestanti al corpo.

Sempre su Calabria Ora, affermerà nuovamente (questa dichiarazione era stata fatta in più interviste anche in precedenza) di non essere mai stato un gran tiratore: 
(Mario Placanica)
 e sostiene esplicitamente che la dichiarazione di non idoneità sia stata data per tenerlo volontariamente fuori dall'Arma 
(Mario Placanica)

Arrivando a suggerire che le stesse cure a base di psicofarmaci a cui era stato sottoposto avessero lo scopo di renderlo non idoneo 
(Mario Placanica)

In un'intervista rilasciata a GrNews.it il giorno dopo la pubblicazione dell'intervista su Calabria Ora, Placanica si dirà d'accordo sulla necessità di istituire una commissione d'inchiesta sul G8:
(Mario Placanica)

Nel mese di agosto 2007 Mario Placanica si affida all'avvocato Carlo Taormina conferendogli l'incarico di intraprendere "tutte le iniziative giudiziarie necessarie al ristabilimento della verità sulla complessiva vicenda che lo riguarda a partire dai tragici fatti di Genova", con un particolare riferimento ai momenti precedenti e successivi alla morte di Carlo Giuliani, affermando nuovamente di non averlo ucciso lui. L'esortazione a rivisitare la vicenda avrebbe infatti il fine di "mettere in condizione l'autorità giudiziaria di valutare giuridicamente il comportamento di chi, diverso da lui, esplose il colpo d'arma da fuoco che attinse al capo di Carlo Giuliani". La decisione di affidarsi a un avvocato è stata presa in accordo con la moglie di Placanica, Sveva Mancuso. L'avvocato Taormina specifica infatti che 

### Nuove minacce di morte
Il 29 gennaio 2007 Placanica ha sporto denuncia per un presunto tentativo di investimento da parte di un fuoristrada. Di recente aveva ricevuto, inoltre, numerose minacce di morte sul telefono della moglie.

### Sottoposto a intercettazioni
Nell'agosto 2007 il settimanale Panorama dà la notizia che durante un'indagine su un presunto spaccio di droga, scaturita nel 2004 con la denuncia da parte della moglie di Placanica per un tentativo di estorsione, i carabinieri del Reparto operativo di Catanzaro avevano posto sotto controllo le utenze telefoniche di Placanica e della moglie, oltre a nascondere delle cimici nell'auto della coppia.
Nelle intercettazioni pubblicate dal settimanale, provenienti dall'informativa stilata nell'ottobre 2006, risulta che Placanica lamentasse spesso di aver subito pressioni tali da procurargli problemi psichici ("Mi hanno distrutto il cervello") e che si fosse accorto di essere pedinato e intercettato (convinzione forse rafforzata dall'aver notato chi stava effettivamente indagando su di lui).
Nei dialoghi raccolti sia per telefono sia nei viaggi in auto (stando a Panorama questi ultimi a volte frutto di sfoghi fatti a voce alta) si trovano accuse nei confronti di un colonnello di Palermo che dopo i fatti del G8 avrebbe intimorito la sua famiglia ("perché il ragazzo lo gestiamo noi"), ragionamenti sull'ipotesi (formulata da alcuni gruppi che hanno cercato di ricostruire i fatti di piazza Alimonda) che non sia stato lui a sparare a Giuliani e che siano state scambiate le pistole dopo il suo ricovero, così come accuse nei confronti del Comitato Nazionale dell'Ordine e della Sicurezza Pubblica, un organo del Ministero dell'Interno:
(Mario Placanica)
Nelle intercettazioni sarebbero presenti anche valutazioni su quanto avvenuto durante le manifestazioni, in cui Placanica si dice impressionato per quanto visto:
(Mario Placanica)
pur ritenendo che il suo operato tra le forze dell'ordine che gestivano l'ordine pubblico in quei giorni fosse corretto:
(Mario Placanica)
Stando a quanto riportato da Panorama, secondo Placanica il venerdì in cui ci furono gli scontri doveva avvenire un attentato terrorista, di matrice islamica, consistente nel dirottare un aereo per farlo poi precipitare nella zona rossa. Sempre secondo quanto riportato dal settimanale Placanica temeva di essere rapito, da persone straniere, ma non legate al movimento no-global.
Anche a seguito della pubblicazione di questo documento, Placanica affiderà mandato all'avvocato Carlo Taormina, per analizzare tutto ciò in cui è stato coinvolto dai fatti di Genova in poi (dall'ipotesi che non sia stato un suo colpo a uccidere Giuliani, fino alla pubblicazione delle intercettazioni, passando per il congedo dell'Arma e i supposti tentativi di omicidio) ed eventualmente agire per vie legali se necessario.
Nell'agosto 2008 Mario Placanica, assistito dal legale Carlo Taormina, ha sporto denuncia contro ignoti per l'omicidio di Carlo Giuliani. Secondo la tesi le perizie di parte effettuate su resti di Giuliani dimostrerebbero l'assenza di residui dovuti alla camiciatura del proiettile: essendo i proiettili usati da Placanica, come quelli in dotazione degli altri sottoufficiali, camiciati, questo fatto escluderebbe che i colpi mortali siano partiti dalla sua pistola. Taormina ha aggiunto che i colpi potrebbero essere partiti dall'arma di un ufficiale o da quella di un civile.

### La sentenza della Corte Europea dei diritti dell'uomo
Nell'agosto del 2009 la Corte Europea dei diritti dell'uomo, cui i familiari di Carlo Giuliani erano ricorsi, ha stabilito che Mario Placanica agì per legittima difesa. Nella sentenza si legge che «il militare non è ricorso a un uso eccessivo della forza. La sua è stata solo una risposta a quello che ha percepito come un reale e imminente pericolo per la sua vita e quella dei colleghi».
La stessa corte, dopo aver escluso la violazione dell'art. 2 della Convenzione europea, relativo agli obblighi positivi a proteggere la vita, ha tuttavia rilevato alcune carenze nel rispetto degli obblighi procedurali previsti dallo stesso articolo, condannando lo Stato italiano a pagare 40 000 euro ai familiari di Carlo Giuliani, 15 000 euro a ciascuno dei genitori e 10 000 euro alla sorella, in quanto «le autorità italiane non hanno condotto un'inchiesta adeguata sulle circostanze della morte del giovane manifestante» e che non fu avviata un'inchiesta per identificare «le eventuali mancanze nella pianificazione e gestione delle operazioni di ordine pubblico».
Il 24 marzo 2011 la Corte europea dei diritti dell'uomo di Strasburgo ha emesso una nuova sentenza, questa volta definitiva, assolvendo pienamente lo Stato Italiano, per non aver violato la Convenzione europea per la salvaguardia dei diritti dell'uomo e delle libertà fondamentali.

### Denuncia, indagine e assoluzione per l'accusa di violenza sessuale e maltrattamenti contro minore
Il 19 novembre 2009 è stata diffusa la notizia che Mario Placanica è indagato dalla Procura della Repubblica di Catanzaro con l'accusa di violenza sessuale su minore e maltrattamenti nei confronti di una bambina che all'epoca dei fatti, avvenuti dall'agosto 2006 all'agosto 2007, aveva 11 anni. La madre della bambina ha sporto denuncia nel maggio 2008, mentre l'incidente probatorio si è svolto il 18 novembre 2009. Placanica è difeso dall'avvocato Salvatore Sacco Saragò del Foro di Catanzaro.
Il 3 luglio 2012 il giudice dell'udienza preliminare di Catanzaro, accogliendo la richiesta della Procura, rinvia a giudizio Placanica con l'accusa di violenza sessuale ai danni della figlia minorenne della sua ex convivente. Il 28 giugno 2013 il tribunale ha rigettato la richiesta della difesa di improcessabilità per disturbi mentali.
Nell'ottobre 2017, a nove anni dalla denuncia, Placanica viene assolto da tutte le accuse dal tribunale di Catanzaro, su richiesta dello stesso pubblico ministero, "perché il fatto non sussiste".

## Libri
Nel giugno 2021 esce il libro che racconta tutta la sua vicenda, dal titolo Mario Placanica, Il Carabiniere, scritto da un collega in congedo, il vicebrigadiere Andrea Di Lazzaro, e da lui stesso autopubblicato.